# فيكي سارا
فيكي سارا (بالإنجليزية: Vicki Sara)‏ هي مديرة أكاديمية أسترالية، ولدت في 17 سبتمبر 1946 في سيدني في أستراليا.